# Claudio Imhof
Claudio Imhof (Münsterlingen, 26 de septiembre de 1990) es un deportista suizo que compitió en ciclismo en las modalidades de pista, especialista en las pruebas de persecución y puntuación, y ruta.
En pista ganó una medalla de bronce en el Campeonato Mundial de Ciclismo en Pista de 2016 y siete medallas en el Campeonato Europeo de Ciclismo en Pista entre los años 2011 y 2021. En los Juegos Europeos de Minsk 2019 obtuvo dos medallas de bronce, en las pruebas de persecución individual y por equipos. Además, fue el ganador de la Liga de Campeones de 2022 en la categoría de resistencia.
En carretera obtuvo una medalla de plata en el Campeonato Europeo de Ciclismo en Ruta de 2020, en la prueba de contrarreloj por relevos mixtos.

## Medallero internacional
| Campeonato Mundial | Campeonato Mundial        | Campeonato Mundial | Campeonato Mundial      |
| Año                | Lugar                     | Medalla            | Competición             |
| ------------------ | ------------------------- | ------------------ | ----------------------- |
| 2016               | Londres ( Reino Unido)    | Medalla de bronce  | Scratch                 |
| Juegos Europeos    |                           |                    |                         |
| Año                | Lugar                     | Medalla            | Competición             |
| 2019               | Minsk ( Bielorrusia)      | Medalla de bronce  | Persecución individual  |
| 2019               | Minsk ( Bielorrusia)      | Medalla de bronce  | Persecución por equipos |
| Campeonato Europeo |                           |                    |                         |
| Año                | Lugar                     | Medalla            | Competición             |
| 2011               | Apeldoorn ( Países Bajos) | Medalla de plata   | Madison                 |
| 2015               | Grenchen ( Suiza)         | Medalla de bronce  | Puntuación              |
| 2018               | Glasgow ( Reino Unido)    | Medalla de plata   | Persecución por equipos |
| 2018               | Glasgow ( Reino Unido)    | Medalla de bronce  | Persecución individual  |
| 2020               | Plovdiv ( Bulgaria)       | Medalla de bronce  | Persecución por equipos |
| 2021               | Grenchen ( Suiza)         | Medalla de plata   | Persecución por equipos |
| 2021               | Grenchen ( Suiza)         | Medalla de bronce  | Persecución individual  |

| Campeonato Europeo | Campeonato Europeo | Campeonato Europeo | Campeonato Europeo              |
| Año                | Lugar              | Medalla            | Competición                     |
| ------------------ | ------------------ | ------------------ | ------------------------------- |
| 2020               | Plouay ( Francia)  | Medalla de plata   | Contrarreloj por relevos mixtos |

## Palmarés
2019
- 1 etapa del Rhône-Alpes Isère Tour